# Orbimyces spectabilis
Orbimyces spectabilis är en svampart som beskrevs av Linder 1944. Orbimyces spectabilis ingår i släktet Orbimyces, divisionen sporsäcksvampar och riket svampar.   Inga underarter finns listade i Catalogue of Life.